# 1 Szwadron Samochodów Pancernych
1 Szwadron Samochodów Pancernych (1 szw. sam. panc.) – pododdział kawalerii Wojska Polskiego II RP.

## Historia szwadronu
1 Szwadron Samochodów Pancernych został sformowany w październiku 1925 roku, w garnizonie Grodno, na bazie Kolumny Szkolnej Samochodów Pancernych 3 Dywizjonu Samochodowego. Pod względem wyszkolenia pododdział podlegał dowódcy 1 Dywizji Kawalerii, pod względem technicznym – dowódcy 1 Dywizjonu Samochodowego, a pod względem administracyjnym dowódcy 10 Pułku Ułanów Litewskich.
W 1926 roku szwadron został przeniesiony do Białegostoku.
W 1928 roku szwadron został usamodzielniony pod względem administracyjnym i podporządkowany bezpośrednio dowódcy 1 DK. 
W 1929 roku, po rozwiązaniu 1 Dywizji Kawalerii, szwadron wszedł w skład 3 Samodzielnej Brygady Kawalerii w Wilnie.
W połowie maja 1930 roku szwadron przestał być samodzielnym pododdziałem i został włączony w skład nowo powstałego 1 Dywizjonu Samochodów Pancernych w Brześciu. Na początku czerwca 1930 roku szwadron wyjechał na trzymiesięczne ćwiczenia letnie do Obozu Ćwiczebnego Leśna koło Baranowicz. 
Po zakończeniu poligonu szwadron powrócił do Białegostoku, a w drugiej połowie września 1930 roku został dyslokowany do garnizonu Brześć i zakwaterowany w koszarach im. gen. Józefa Hallera.
Na uzbrojeniu szwadronu znajdowało się sześć samochodów Ford FT-B, które od 1927 zastępowano samochodami wz. 1928.

## Kadra szwadronu
Dowódcy szwadronu
- mjr kaw. Tadeusz Ciecierski (XI 1925[9] – II 1927[10])
- rtm. Bolesław Kentro (II 1927[11] – IV 1928 → 3 pszwol[12])
- rtm. Jan Skawiński (IV 1928[12][13] – IX 1930 → p.o. kwatermistrza 1 d. sam. panc.[14][15])

Oficerowie młodsi szwadronu
- rtm. rez. pow. do sł. cz. Wincenty Poklewski (od XI 1925)
- rtm. Marian Guzowski (XI 1925 – II 1928 → dowódca plutonu ćwiczebnego samochodów pancernych i instruktor w Szkole Czołgów i Samochodów[16])
- por. kaw. / rtm. Zygmunt Żukowski (XI 1925 – IX 1930[17][14][15])
- por. / rtm. Tadeusz Szumski (od 1 IV 1928[18][19][13])
- por. kaw. Aleksander Jodkiewicz (do IX 1930[13][14][15])

## Barwy
4 sierpnia 1927 roku generał dywizji Daniel Konarzewski, w zastępstwie ministra spraw wojskowych ustalił, że oficerowie liniowi i szeregowi szwadronów samochodów pancernych będą nosić na kołnierzach kurtek i płaszczy proporczyk czarno-pomarańczowy, a na naramiennikach „numer porządkowy”.
24 lutego 1928 roku Minister Spraw Wojskowych marszałek Polski Józef Piłsudski ustalił, że oficerowie i szeregowi szwadronów samochodów pancernych będą nosić na czapkach czarne otoki.